# Catlodge

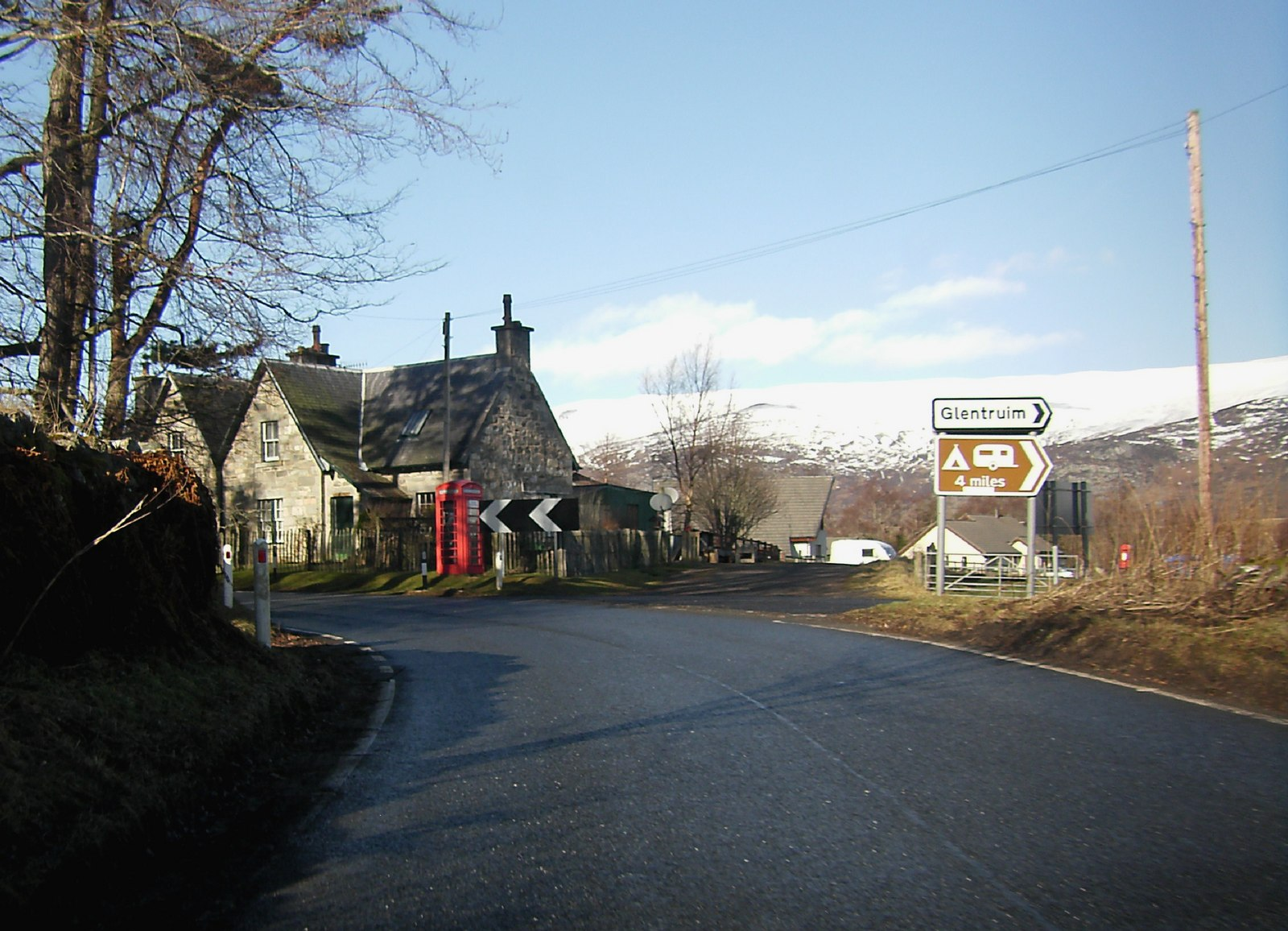
Durchgangsstraße von Catlodge

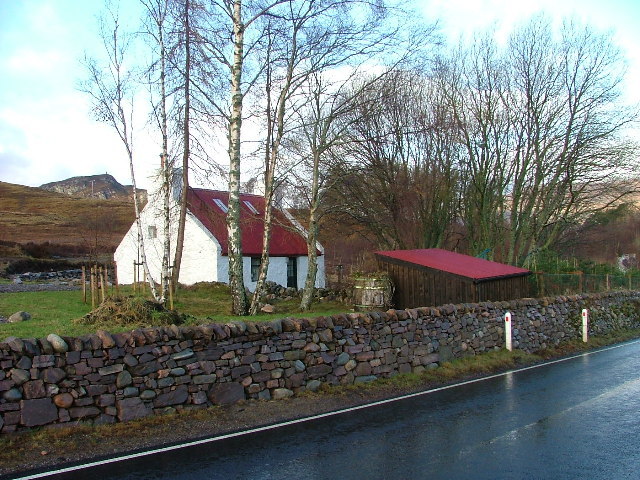
Kleineres Haus im Ort

Catlodge ist eine kleine Ortschaft, die im Norden von Schottland zwischen Perth im Südosten und Inverness im Norden in der Council Area Highland liegt. Im Rahmen der historischen Gliederung Schottlands in Civil Parishes zählt es zu Laggan, das zu Perthshire gehörte.

## Geographie
Catlodge liegt im ländlichen Raum, etwas erhöht über dem südlichen, rechten Ufer des Oberlaufes des Flusses Spey. Durch den Ort verläuft die von Dalwhinnie nach Laggan führende A889.

## Historisches
Im Ort steht das Catlodge Lodge. Es wurde 1979 als Listed Building der Kategorie B ausgewiesen und damit unter Denkmalschutz gestellt. Zeitgleich wurden die zugehörigen Catlodge Cottages in die Kategorie C eingestuft.